# Shipwrecked in Oslo
Shipwrecked in Oslo ist die erste Live-DVD der norwegischen Metal-Band Arcturus. Sie erschien im Jahr 2006 bei Season of Mist.

## Entstehung und Veröffentlichung
Arcturus gingen nach der Veröffentlichung von Sideshow Symphonies auf Europatournee. Der Auftritt in der Osloer Rockefeller Music Hall am 24. September 2005 im Rahmen des Sonic Solstice Festivals wurde in Bild und Ton mitgeschnitten. Die DVD kam im Jahr darauf auf den Markt. Neben mehr als einem dutzend Liedern aus allen Schaffensperioden der Band enthält sie ein Musikvideo, ein Video von Proben sowie eine Bildergalerie.
Das finnische Label Blood Music legte Shipwrecked in Oslo 2014 in limitierten CD- und Doppel-LP-Fassungen neu auf. Hierbei wurden gegenüber der DVD von Season of Mist jeweils das Intro und zwei Soli herausgeschnitten.

## Titelliste
| 1. Introduction 2. Ad Absurdum4 3. Nightmare Heaven4 4. Shipwrecked Frontier Pioneer5 5. Alone2 6. Deception Genesis3 7. The Chaos Path2 8. Tore Guitar Solo 9. Deamon Painter5 10. Nocturnal Vision Revisited5 11. Painting My Horror2 12. Steinar Keyboard Solo 13. Hufsa5 14. Master of Disguise2 15. Knut Guitar Solo 16. White Noise Monster5 17. Reflections5 18. Raudt og Svart1 |  | 1 von Aspera hiems symfonia 2 von La Masquerade Infernale 3 von Disguised Masters 4 von The Sham Mirrors 5 von Sideshow Symphonies |

## Rezeption
„Akustisch zelebrieren die Gestrandeten ein Spektakel, das den Gedanken an Overdubs nährt. Selten hat man einen derart transparenten, ausbalancierten Sound erlebt. […] [N]eben der insgesamt etwa anderthalbstündigen Vorstellung der Gestrandeten hat die DVD […] leider nicht allzu viel Gepäck dabei. Da wäre noch viel mehr Platz gewesen, weshalb dieses Manko den positiven Gesamteindruck letztendlich doch etwas schmälert.“